# جان میچلی
جان می‌چلی (انگلیسی: John Miceli; زاده ۲۹ مهٔ ۱۹۶۱) طبل‌زن اهل ایالات متحده آمریکا بود.